# Danegeld

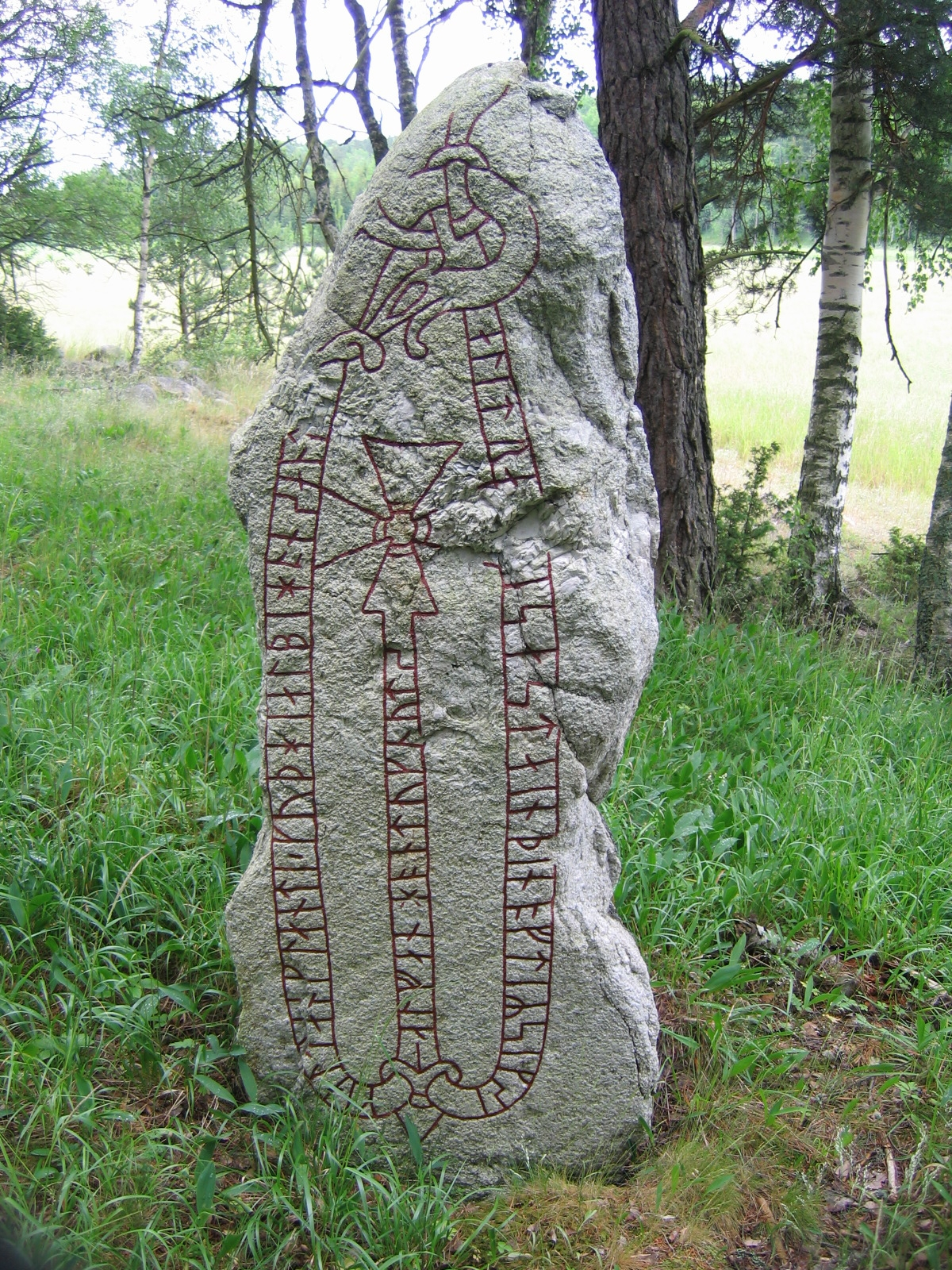
Een steen in Väsby, Zweden, waarop vermeld staat dat de Vikingen danegeld ontvangen hadden in Engeland.

Danegeld was dwangbetaling of belasting die werd geheven om plunderingen en verwoestingen door de Vikingen te voorkomen, of om een beleg van de Vikingen af te kopen.
Voornamelijk Engeland was slachtoffer van deze dwangbetaling, maar ook de Friezen, Frankrijk en de Baltische staten betaalden Danegeld.
De eerste Engelse betaling, in 856, was 10.000 ponden (3.732 kg) zilver, deze werd gedaan na de overwinning van Vikingen in Essex. De koning werd geadviseerd door aartsbisschop Sigeric van Canterbury om het geweld van de Vikingen af te kopen, en niet de bewapende strijd voort te zetten. Koning Ethelred II (ca. 968 - Londen, 23 april 1016) kocht twee jaar vrede met de Denen met 36.000 ponden (13.436 kg) zilver.
Men schat dat de totale betaalde hoeveelheid geld door de Engelsen zowat zestig miljoen Pence bedroeg. Er zijn meer Angelsaksische munten van deze periode gevonden in Denemarken dan in Engeland.
Runeninscripties op runensteen U344 uit Bårresta, geven aan dat ook de Zweden profiteerden van het Danegeld. In deze steen is vermeld dat er drie keer Danegeld is gehaald onder drie verschillende leiders:
in furstaÞis tursti * Þa van ulfr hafir onklati * Þru kialtakat Þit uas - Þurktil * Þa kalt knutr
Vertaling: "Maar Ulf heeft drie danegelds in Engeland genomen. Eerste was met Toste, tweede met Thorkel en derde met Knoet".
In een conflict over de betaling van dit "beschermgeld", hebben Friezen in 873 Rodulf in Oostergo verslagen, waarbij ruim 500 Denen op het slagveld sneuvelden.

## Gedicht
Rudyard Kipling heeft de uitdrukking "Danegeld" weer bekendgemaakt in een gedicht waarin hij ieder land oproept om strijdbaar te zijn omdat zwakte een aanval of afpersing uitlokt.